# Prévôt (forces de l'ordre françaises)
Pour les articles homonymes, voir Prévôt.
Un prévôt est un militaire de la gendarmerie française détaché auprès d'unités militaires françaises en opération extérieure.
Le prévôt dispose alors du statut d'officier de police judiciaire des forces armées (OPJFA), distinct[évasif] de celui d'officier de police judiciaire et l'exerce sous le contrôle du procureur de la République près le tribunal judiciaire de Paris.